# Aussiedler/Spätaussiedler
Les Aussiedler et Spätaussiedler sont des personnes de souche allemande issues de l'émigration allemande vers des pays d'Europe de l'Est, en particulier en Russie, et rapatriées à partir de 1950 en République fédérale d'Allemagne, puis dans l'Allemagne réunifiée. La notion de Aussiedler (littéralement « émigrants ») a été remplacée par le terme Spätaussiedler (spät = tardif) en 1992, après la réunification de l'Allemagne. Plus de 4,5 millions de ressortissants allemands ou de personnes d'origine allemande ont bénéficié de ce statut depuis 1950. Leur nombre est aujourd'hui d'au moins 3,3 millions, comptabilisés dans la population « ayant des antécédents migratoires ». 
Les Allemands de Russie (Russlanddeutsche) constituent la grande majorité de ce groupe. Cette population est venue en Russie appelée par Catherine II pour cultiver les terres de la Volga et de l'Ukraine, vacantes après l'expulsion des Turcs et des Tatars de ces régions. Cette minorité ethnique, à laquelle les tsars avaient accordé la liberté de culte et d'autres privilèges, en particulier financiers, s'intégra peu et se mélangea encore moins à la population russe. Persécutés sous Staline, puis déportés vers l'Asie centrale et la Sibérie par centaines de milliers en 1941, ces « Allemands de Russie » se sont précipités en grand nombre vers la lointaine mère-patrie (Heimat) de leurs ancêtres dans les années 1990, dès l'ouverture du rideau de fer et la dislocation de l'URSS.

## Fondements juridiques: le statut de Aussiedler/Spätaussiedler
On entend par Aussiedler les immigrés de souche allemande venus d'un pays de l'ancien Bloc de l'Est pour résider de manière permanente en République fédérale d'Allemagne. Jusqu'à la fin des années 1980, la plupart venaient de Pologne et de Roumanie, depuis 1990, la grande majorité d'entre eux provenait des républiques post-soviétiques. Les personnes de cette catégorie sont appelées Spätaussiedler lorsque leur date d'arrivée en Allemagne est postérieure au 1er janvier 1993.
Le statut de Aussiedler trouve ses fondements dans l'article 116 de la loi fondamentale de la République fédérale d'Allemagne, selon lequel « est allemand au sens de la loi fondamentale quiconque possède la nationalité allemande ou a été admis sur le territoire du Reich allemand tel qu'il existait au 31 décembre 1937, en qualité de réfugié ou d'expulsé appartenant au peuple allemand, ou de conjoint ou de descendant de ces derniers ». Cette disposition de la constitution a été concrétisée par la loi sur les expulsés et les réfugiés (Bundesvertriebenengesetz - BVFG), du 19 mai 1953, qui assimile les Aussiedler aux expulsés et réfugiés et confère le droit d'accueil aux personnes de nationalité ou de souche allemande désirant, après la conclusion des campagnes d'expulsion généralisée, quitter le Bloc de l'Est.

## Histoire des migrations entre l'Allemagne et l'Europe de l'Est

### Émigration allemande vers l'Europe de l'Est

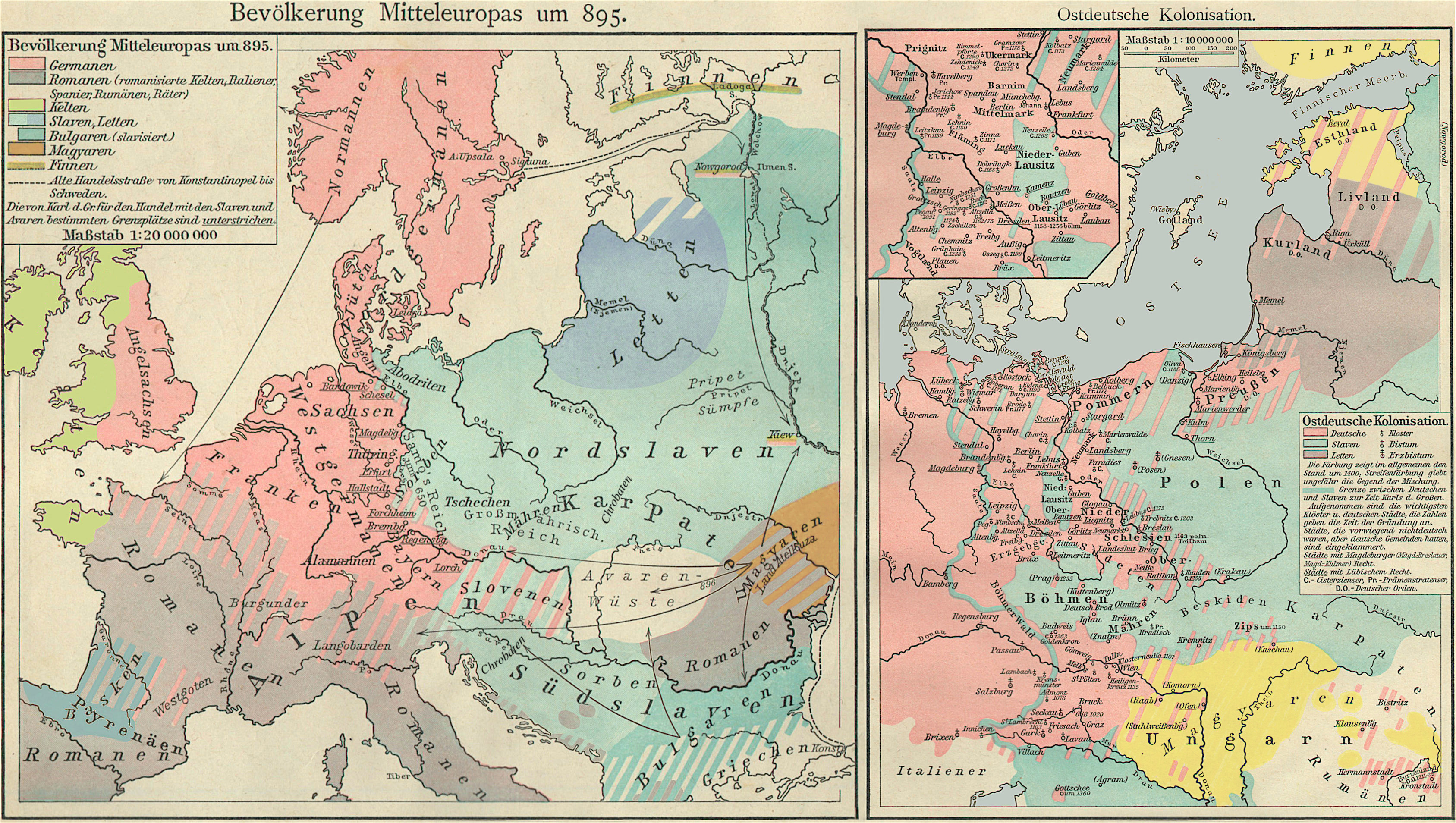
La colonisation germanique du Haut Moyen Âge.

Dès le Moyen Âge, les princes régnant sur les territoires qui prendront plus tard les noms de Poméranie, Pologne, Silésie, Bohême et Moravie cherchaient à attirer sur leurs terres des familles de paysans des régions germanophones d'Europe pour en accroître la productivité et pour y vivifier l'agriculture, le commerce et l’artisanat. À partir du XIIe siècle, les souverains religieux et laïcs du Saint-Empire romain germanique envoyèrent des nobles et des missionnaires dans les contrées orientales de l'Europe pour étendre leur sphère d'influence en y créant des villes et en colonisant les terres par des paysans. Au XIIIe siècle, des missionnaires et des marchands d'Allemagne du Nord, placés sous la protection des chevaliers teutoniques, colonisèrent l’Ancienne Livonie. Dès lors, et jusqu'à leur rapatriement par les nationaux-socialistes pendant la Deuxième Guerre mondiale, les aristocrates et marchands germanophones abondaient tout autour de la Baltique. Au Sud-Est de l'Europe, ce furent aussi tout d'abord des nobles qui émigrèrent en Transylvanie à partir du milieu du XIIe siècle ; on les appelait Saxones dans le langage bureaucratique des rois de Hongrie. À partir du milieu du XIIIe siècle, suivirent les Zipser, qui s'installèrent dans les Carpates slovaques.
À l'époque moderne (fin du XVe à fin du XVIIIe siècle), les migrations furent essentiellement marquées par des motifs religieux et économiques. À partir des années 1740, quelque 150 000 hommes, femmes et enfants descendirent le cours du Danube pour s'établir dans une zone correspondant aux États actuels de Croatie, Hongrie, Serbie et Roumanie, qui faisait alors partie de l'empire de Habsbourg (Souabes du Danube, Souabes du Banat). Ces migrations avaient pour causes les destructions des guerres et les crises économiques qui ébranlaient les pays d'origine, mais aussi les privilèges qu'accordaient certains souverains, qui, cherchant à peupler leurs territoires et à en développer l'économie, garantissaient aux nouveaux arrivés le libre exercice de leur religion et les exemptaient d'impôts. La Prusse recrutait elle aussi des familles de colons, dont certaines, appartenant à la communauté mennonite, refusaient l'usage des armes et se voyaient ici dispensées du service militaire. Toutefois, lorsque cette exemption leur fut retirée par la Prusse royale à la fin du XVIIIe siècle, elles poursuivirent leur migration vers La Russie et s'installèrent principalement le long du cours moyen de la Volga et à proximité des côtes de la mer Noire.

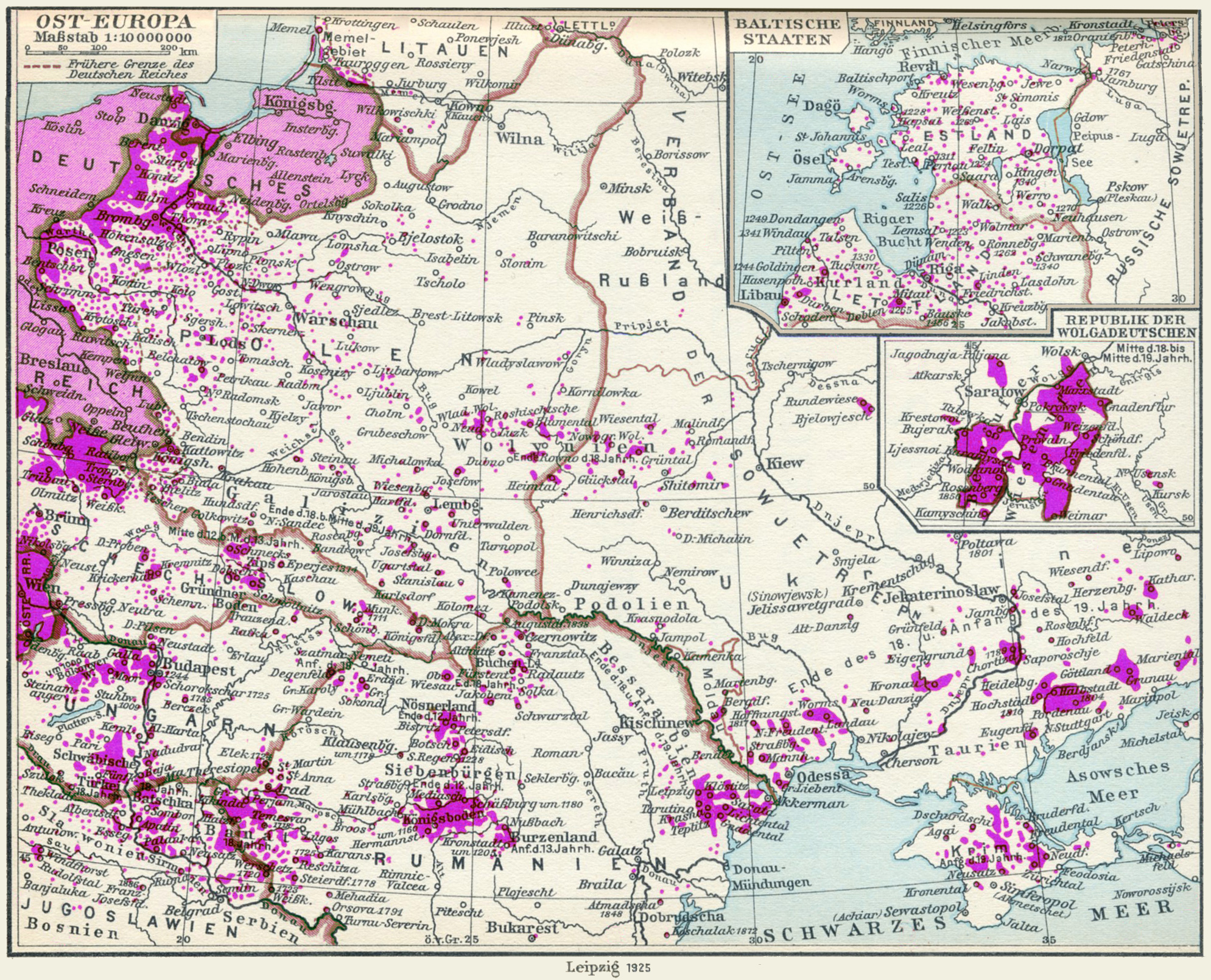
Zones peuplées par les germanophones en Europe centrale et orientale dans la première moitié du XXe siècle.

### Migrations de populations allemandes de l'Europe de l'Est vers l'Allemagne
Dans la deuxième moitié du XIXe siècle, les courants de migration s'inversèrent et nombreux sont ceux, aussi en Europe de l'Est, qui se laissèrent tenter d'aller chercher fortune outre-Atlantique. On retrouve parmi eux les mennonites, qui quittèrent à nouveau la Russie lorsque le tsar Alexandre II, dans le cadre de ses « Grandes Réformes », réintroduisit en 1874 le service militaire universel.
Si l'on peut qualifier, sous un point de vue européen, le XIXe siècle de siècle de l'émigration, le XXe siècle, peut, lui, être considéré comme le siècle des réfugiés. On assiste, dès l'avènement du national-socialisme, à des migrations forcées. Sous le prétexte d'un rapatriement des populations de souche allemande ayant colonisé au cours de l'histoire des régions comme le « Baltikum », la Volhynie, la Bucovine et la Bessarabie, les nationaux-socialistes transférèrent une bonne partie de ces populations dans la Pologne qu'ils venaient d'occuper et les instrumentalisèrent pour soutenir la politique nazie, ce qui leur valut, après la guerre, d'être persécutées et poussées à l’exode.
Il en fut autrement des populations germanophones vivant en Union soviétique. Une partie de ces populations, installée dans l'Ouest de l'Ukraine et le long de la mer Noire, tomba en 1941, au début du conflit germano-soviétique, sous l'occupation roumaine et allemande et participa à la politique allemande d'occupation et d'extermination. Sous Staline, la grande majorité des Allemands de Russie (environ 900 000 fut déportée en août 1941 vers le Kazakhstan et la Sibérie. Quelque 350 000 d’entre eux furent internés dans des camps de travaux forcés. 150 000 y laissèrent leur vie. Rares sont les survivants qui purent rejoindre l'Allemagne après 1945. Ce n'est qu'à partir de 1985, au début des réformes initiées par Mikhaïl Gorbatchev, que se produisit la grande vague de migration qui emmena jusqu'à aujourd’hui environ 2,4 millions de migrants en République fédérale d'Allemagne.

## Les Allemands de Russie
Le groupe le plus important et jusqu’aujourd'hui le plus visible de rapatriés de l'Est est celui des Allemands de Russie, appelés aussi Russes allemands, qui ne proviennent pas seulement de la fédération de Russie, mais souvent aussi d'autres anciennes républiques soviétiques, notamment le Kazakhstan.

### Histoire des Allemands de Russie
Le terme « Allemands de Russie » désigne les descendants de colons germanophones qui, venant d'Europe centrale, se sont établis à partir de la deuxième moitié du XVIIIe siècle dans différentes régions de l'Empire russe.

#### Appel de Catherine II
Après avoir détrôné son époux Pierre III, la princesse allemande Sophie Fredericke Auguste von Anhalt-Zerbst, née à Stettin, monta sur le trône, sous le nom de Catherine II dite « la Grande ». Elle enleva à l'Empire ottoman par ses conquêtes un peu plus de 500 000 km2 de territoire (notamment vers l'actuelle Ukraine en Nouvelle Russie). Or ces terres n'étaient que peu, et lentement, colonisées par les populations russes et n'étaient donc pas assez cultivées ou habitées. En conséquence, Catherine II publia un manifeste en juillet 1763, invitant les populations d'Europe centrale, notamment ses anciens compatriotes allemands, à émigrer en Russie en échange de privilèges, tels que l'exonération d'impôts pendant trente ans, l'abolition du service militaire, la liberté de culte et la possibilité de vivre en autogestion totale — ils étaient relativement indépendants du gouvernement russe. Dès la publication du manifeste, de nombreux colons allemands s'installèrent le long de la Volga. Une deuxième vague suivit à partir des années 1780, cette fois-ci dans la région de la mer Noire. Dans la première moitié du XIXe siècle, de nouvelles colonies allemandes se formèrent dans le Caucase.
Dans les années 1870, lorsque les privilèges des colonies furent abolis dans le cadre des réformes du tsar Alexandre II, de nombreux Allemands de Russie émigrèrent en Amérique du Nord et du Sud. Leurs descendants revendiquent aujourd’hui encore, de par leur provenance et leur héritage culturel, une identité en tant qu'Allemands de Russie. À partir des années 1890, la politique russe de mise en valeur de la Sibérie et du Kazakhstan attira les colons, dont de nombreux Allemands de Russie qui y fondèrent de nouveaux villages.

#### Première guerre mondiale et entre-deux-guerres

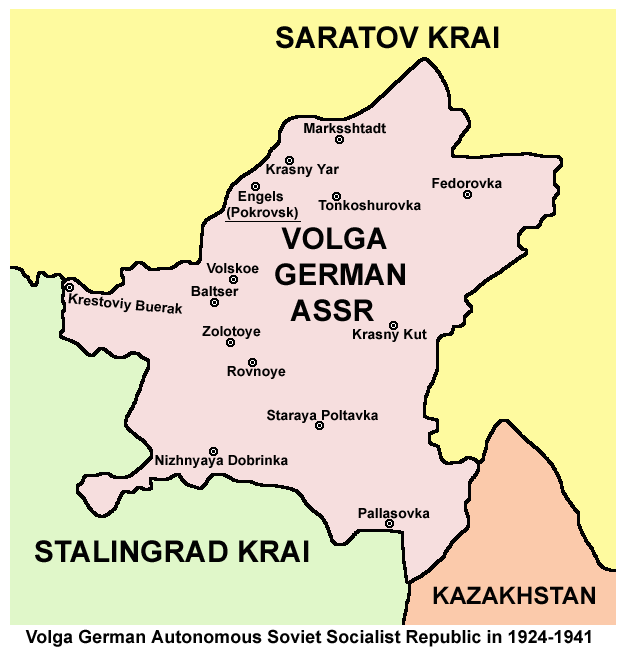
Carte de la RSSA des Allemands de la Volga.

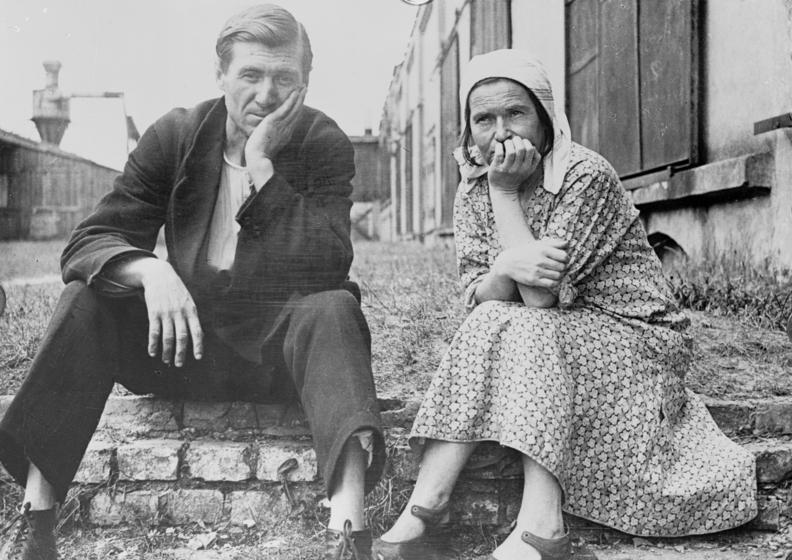
Couple de paysans de la Volga au camp de réfugiés de Piła/Schneidemühl, 1920.

Pendant la Première Guerre mondiale, les Allemands de Russie furent considérés par le gouvernement du tsar, de par leurs origines et leur sympathie pour l'adversaire, comme « ennemi intérieur », ce qui leur valut des persécutions sous forme d'expropriation et de déportation. Après la révolution de 1917, la guerre civile et la famine qui sévit dans les années 1921 et 1922 dans les régions de la Volga poussèrent plus de 120 000 Allemands de Russie à émigrer vers l'Allemagne, et souvent, de là vers l'Amérique. 
La grande majorité des Allemands de Russie resta dans le pays et connut une nouvelle phase d'autonomie relative, bénéficiant de la politique de promotion culturelle des minorités ethniques pratiquée par Lénine. C'est dans ce contexte que fut fondée en 1924 la république socialiste soviétique autonome des Allemands de la Volga. Néanmoins, dans les années 1930, alors que se raidissait le régime stalinien, les Allemands de Russie, comme d'autres minorités, furent visés par des « opérations » ciblées qui culminèrent en incarcérations et exécutions massives pendant la Grande Terreur (1937/38) .

#### Seconde Guerre mondiale
La Seconde Guerre mondiale provoqua un véritable raz-de-marée parmi les quelque 1,4 million d'Allemands de Russie restés dans le pays. 900 000 d'entre eux, habitant le long de la Volga, en Crimée, dans le Caucase et dans le Sud de la Russie, furent déportés à l'Est peu après l'offensive allemande de 1941. La république autonome des Allemands de la Volga fut abolie. Plus de 350 000 Allemands de Russie furent enrôlés dans l'armée du travail (trudarmija). La déportation et le travail forcé firent plus de 150 000 victimes.
Les quelque 340 000 Allemands des régions de la mer Noire furent en un premier temps épargnés par la déportation, car celles-ci se trouvaient sous occupation allemande. En 1943/44, ils furent transférés par les autorités nazies dans les parties de la Pologne (Warthegau) annexées par l'Allemagne. De là, ils s’enfuirent à l'Ouest vers la fin de la guerre devant les troupes de l'Armée rouge. La majorité d’entre eux, environ 280 000 personnes fut néanmoins « rapatriée » par les autorités soviétiques pour être bannie dans les mêmes régions qui accueillirent les déportés de 1941.

#### Après-guerre et époque post-soviétique
Jusqu'en 1955, les Allemands de Russie bannis à l'est vécurent dans des conditions de mobilité extrêmement restrictives. Ils étaient surveillés par la Kommandantur, qui leur interdisait de quitter les lieux qui leur étaient assignés. Lorsque la Kommandantur fut supprimée, nombre d'entre eux migrèrent, tout d'abord à l'intérieur de la partie asiatique de l'Union soviétique, comme dans les territoires du Kazakhstan en cours de colonisation. Ils s'intégrèrent progressivement dans la société poststalinienne, d'autant plus qu'ils perdaient peu à peu l'usage de l'allemand, n'ayant pas d'écoles où l'apprendre. Ce n'est que dans les années 1970 qu'ils migrèrent en grand nombre vers la République fédérale d'Allemagne, faisant valoir leurs droits au regroupement familial avec des parents qui s'y étaient installés juste après la guerre. Découragés par l'échec des efforts déployés par leurs représentants pour le rétablissement de la république autonome des Allemands de la Volga, abolie par Staline en 1941, les Allemands de Russie saisirent l'occasion que leur offrait l'ouverture des frontières engagée dans le cadre de la perestroïka pour émigrer en masse (environ 2,3 millions de 1987 à aujourd'hui) vers la patrie de leurs ancêtres, l'écroulement de l'empire soviétique et la dégradation galopante de l'économie du pays ne les incitant par ailleurs guère à rester.
Outre les Allemands, d'autres minorités ethniques participèrent à cette émigration post-soviétique, notamment les juifs, qui optèrent le plus souvent pour Israël ou les États-Unis, mais aussi pour l'Allemagne, où ils furent accueillis en tant que réfugiés contingentés.
Il ne reste aujourd'hui dans la fédération de Russie plus qu'environ 400 000 personnes s'identifiant comme Allemands et quelque 180 000 au Kazakhstan.

### Retour et intégration en Allemagne

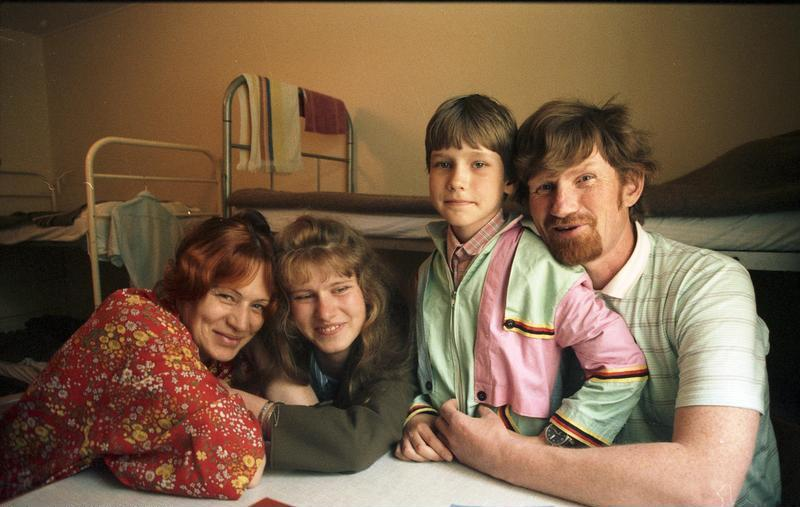
Famille émigrée de Sibérie dans le camp d'accueil de Friedland (Basse-Saxe), juin 1988.

Lorsqu'à la fin des années 1980, les Allemands de Russie commencèrent à migrer en grand nombre vers la République fédérale d'Allemagne, des mesures d'intégration furent mises en place, notamment des cours de langue allemande, car leurs connaissances de la langue étaient très peu développées, surtout dans les jeunes générations. Toutefois, ces mesures de promotion, linguistique et autres, furent par la suite drastiquement réduites face à l'afflux d'autres migrants et aux coûts de la réunification allemande. En raison de leur connaissance insuffisante de l'allemand, mais aussi de leurs qualifications souvent peu compatibles avec le marché du travail allemand, leur intégration socio-économique s'avéra plus problématique que prévu. Dans les années 1990, les Allemands de Russie étaient considérés dans la population allemande comme groupe à problèmes, associé dans les esprits et dans les médias à des phénomènes tels que la formation de ghettos, la délinquance juvénile, le chômage ou le déclassement social. Pour de nombreux migrants, il était frustrant d'être perçus en Allemagne comme des Russes, alors qu'ils étaient auparavant discriminés en Russie en tant qu'Allemands.
Entre-temps, les choses ont changé. Vers la fin de la première décennie du nouveau millénaire, l'intégration des migrants d’Europe de l'Est était positivement perçue. Le rapport d'étude de l’Office fédéral de la migration et des réfugiés (BAMF) les classe dans une catégorie intermédiaire entre la population sans antécédents migratoires et les autres migrants. À l'intérieur de cette catégorie, les Allemands de Russie, les plus nombreux (2,3 millions), semblent néanmoins s'être moins bien intégrés que le million de migrants de souche allemande venus, certes bien plus tôt, de Pologne ou de Roumanie.
|                    | 1950-1954 | 1955-1959 | 1960-1964 | 1965-1969 | 1970-1974 | 1975-1979 | 1980-1984 | 1985-1989 | 1990-1994 | 1995-1999 | 2000-2004 | 2005-2009 | 2010-2018 | 1950-2018 |
| ------------------ | --------- | --------- | --------- | --------- | --------- | --------- | --------- | --------- | --------- | --------- | --------- | --------- | --------- | --------- |
| nombre de migrants | 1 802     | 11 778    | 4 954     | 3 617     | 15 941    | 40 644    | 15 158    | 161 407   | 911 473   | 718 634   | 413 596   | 56 310    | 41 023    | 2 396 337 |

#### Intégration dans le monde du travail

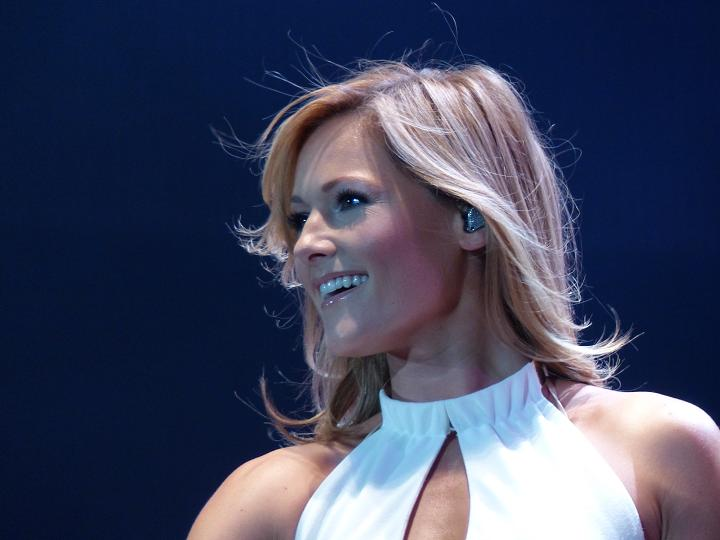
Helene Fischer, chanteuse, danseuse et animatrice allemande, née en Sibérie en 1984.

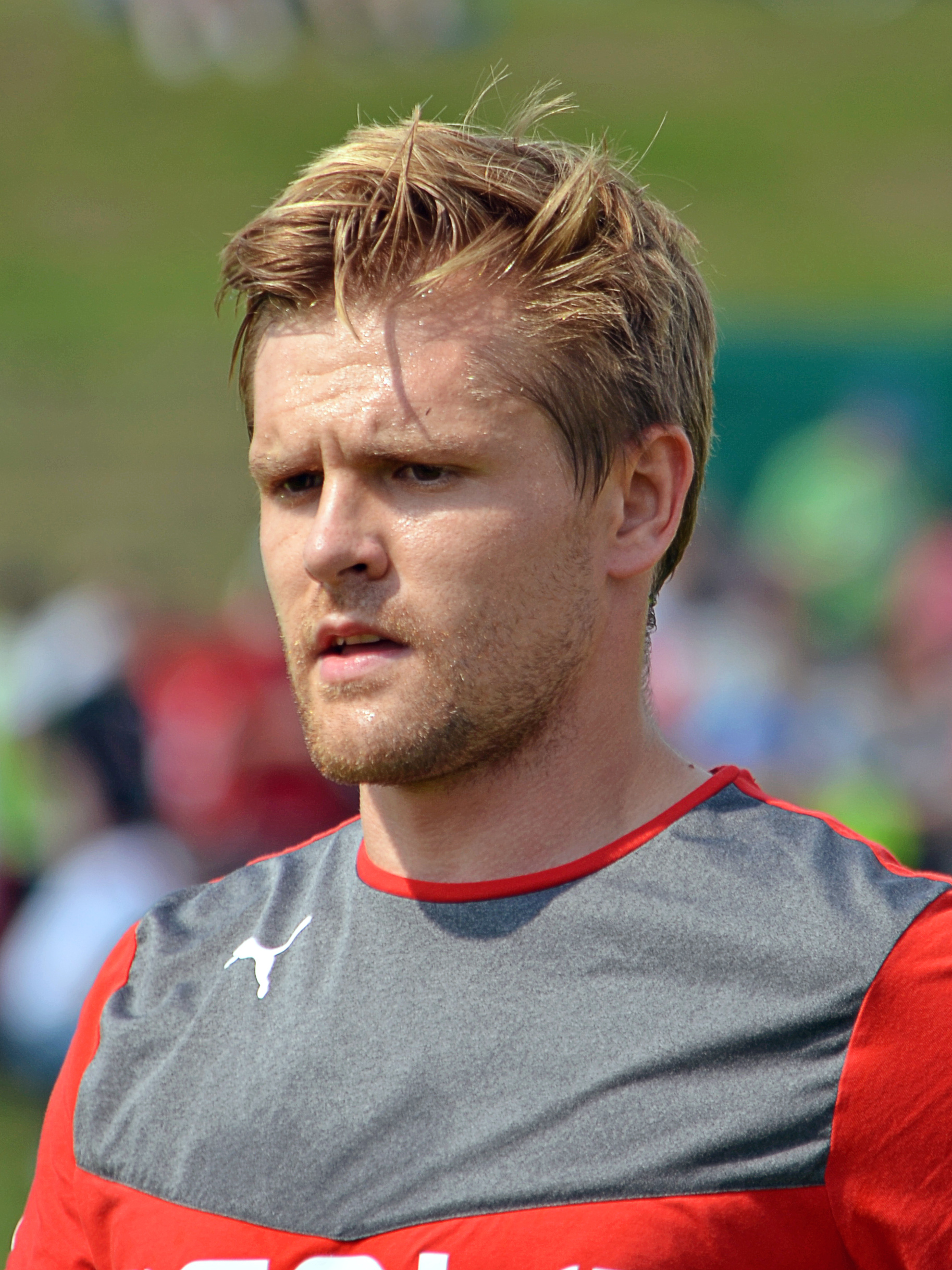
Heinrich Schmidtgal, footballer allemand né au Kazakhstan en 1985.

En ce qui concerne l'intégration des Allemands de Russie dans le monde du travail, il est à noter que les migrants post-soviétiques hautement qualifiés avaient des difficultés à faire reconnaître leurs diplômes et mettaient plus longtemps à trouver du travail que ceux d'un niveau de qualification moyen, qui par contre, devaient souvent accepter des postes dans des métiers moins qualifiés et moins bien rémunérés du secteur secondaire ou tertiaire. Les bénéficiaires d'aide sociale sont particulièrement nombreux parmi les migrants retraités qui n’ont pas pu faire valoir, en partie ou en totalité, leurs années d'activité professionnelle en URSS/CEI, d'où un taux de pauvreté élevé chez les plus âgés.

#### Intégration dans la société
Après leur enregistrement dans des centres d'accueil, les nouveaux arrivés étaient répartis sur les différents länder. Jusqu'en 2010, ils étaient tenus de rester au moins trois ans dans la commune qui leur avait été assignée. Dans les années 1990, les communes se sentaient souvent dépassées par l'afflux des migrants venus de Russie ; elles les logeaient la plupart du temps dans des HLM. Alors que dans certaines villes, ils furent répartis à peu près uniformément sur l'ensemble du territoire communal, des ghettos se formèrent dans d'autres villes, suscitant une attitude de retrait par rapport à la société et leur barrant toute possibilité de développement économique et social. Même si, avec l'accession à la propriété et grâce aux contacts noués au travail, de nombreux Allemands de Russie se mélangent avec la population locale, certains continuent, par habitude et par commodité, à parler entre eux le russe, à utiliser de préférence les médias russes, à fréquenter des supermarchés et des restaurants russes. Selon une enquête réalisée en 2016 auprès d'habitants de l'Allemagne ayant quitté la Russie dans l'ère post-soviétique, 42 % des personnes interrogées parlent russe à la maison, 24 % allemand et 32 % les deux langues.

#### Participation à la vie politique, comportement électoral
Avec environ 1,9 million d'inscrits sur les listes électorales, les Allemands de Russie représentent en Allemagne un potentiel non négligeable. Leur reconnaissance envers le gouvernement de Helmut Kohl (chancelier de 1982 à 1998), qui leur avait donné la possibilité d'émigrer, en faisait dès le début un groupe fidèle à la CDU/CSU. On les voit maintenant paradoxalement manifester aux côtés de l'Afd contre la politique du gouvernement fédéral en matière d'immigration, mais aussi se rallier au parti de gauche Die Linke, en raison peut-être de l'attitude pro-russe de ce parti ou de la situation précaire de nombre d'entre eux. Néanmoins, la CDU/CSU continue à récolter le plus de voix auprès des Allemands de Russie.

#### Culture, religion et vie associative
La plus ancienne et la plus importante des associations représentant les intérêts des Allemands de Russie est la Landsmannschaft der Deutschen aus Russland (LmDR). Outre ses activités sociales et culturelles, elle s'attache à imprimer dans l'opinion publique allemande une image positive du groupe qu'elle représente, le démarquant de celle des autres migrants. Des organisations russophones de conseil et d'assistance mises en place par des volontaires viennent en aide aux personnes souhaitant être accompagnées dans leurs démarches administratives. De nombreuses associations locales organisent des activités et prestations très diverses à l'adresse des Allemands de Russie, telles que cours de langue, chorales, groupes folkloriques, festivals, crèches bilingues, etc.

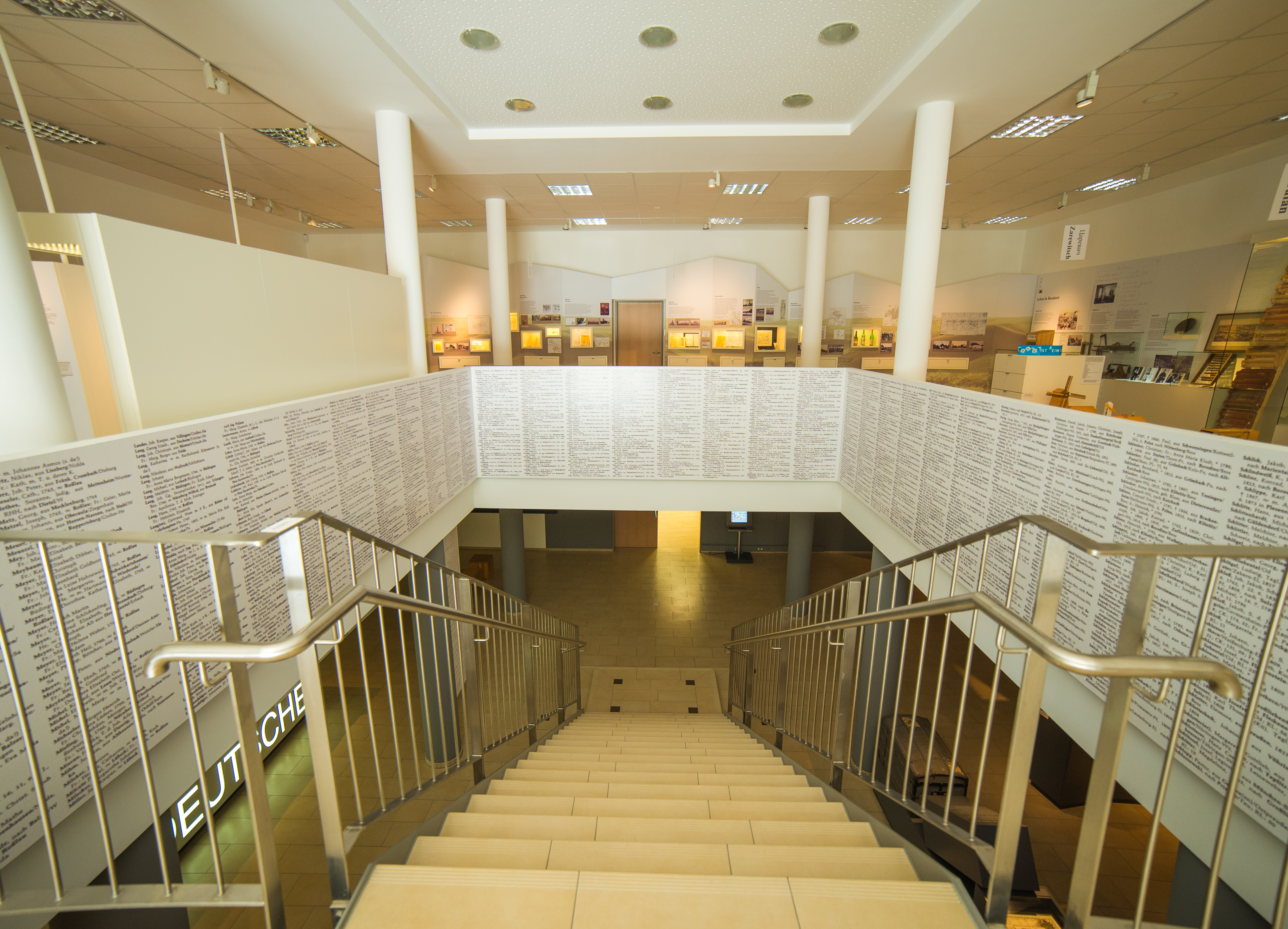
Le Musée d'histoire culturelle des Allemands de Russie à Detmold

La pratique religieuse joue un rôle important dans la communauté des Allemands de Russie. Alors que, pour coloniser les nouvelles terres conquises, Catherine II avait fait appel aux populations, essentiellement germaniques, d'Europe centrale, en leur promettant la liberté de culte, les Allemands établis en Russie furent longtemps et à maintes prises persécutés du fait de leur religion. Acculés à la résistance, ils créèrent des églises clandestines où ils partageaient leur foi. Cet esprit de solidarité subsiste dans la communauté des Allemands de Russie retournés en Allemagne. Quelque 400 000 personnes se rassemblent régulièrement dans leurs propres églises, la plupart du temps évangéliques, mais souvent aussi œcuméniques.
Longtemps victimes de répressions, de persécutions et de diffamations, les Allemands de Russie ont hérité de leur histoire des traits de caractère qui les distinguent encore aujourd'hui : détermination, éthique de travail, soif de liberté et de justice. Le Museum für russlanddeutsche Kulturgeschichte (Musée d’histoire culturelle des Allemands de Russie), ouvert à Detmold en 1996, se consacre à cette communauté ballottée par les aléas de l’histoire.

## Les Allemands de Pologne
Jusqu'en 1989, les migrants de Pologne, tout particulièrement de Haute-Silésie, constituaient en Allemagne le groupe le plus important d'immigrés de souche allemande.

### Migrations entre l'Allemagne et la Pologne jusqu'en 1945
Depuis le Moyen Âge, les frontières de la Pologne n'ont cessé d’être remises en cause. Tout au long du XIXe siècle, la Pologne est même niée comme entité nationale, écartelée, partagée entre la Russie, la Prusse (puis l'Allemagne), et l'Autriche (puis l'Autriche-Hongrie)

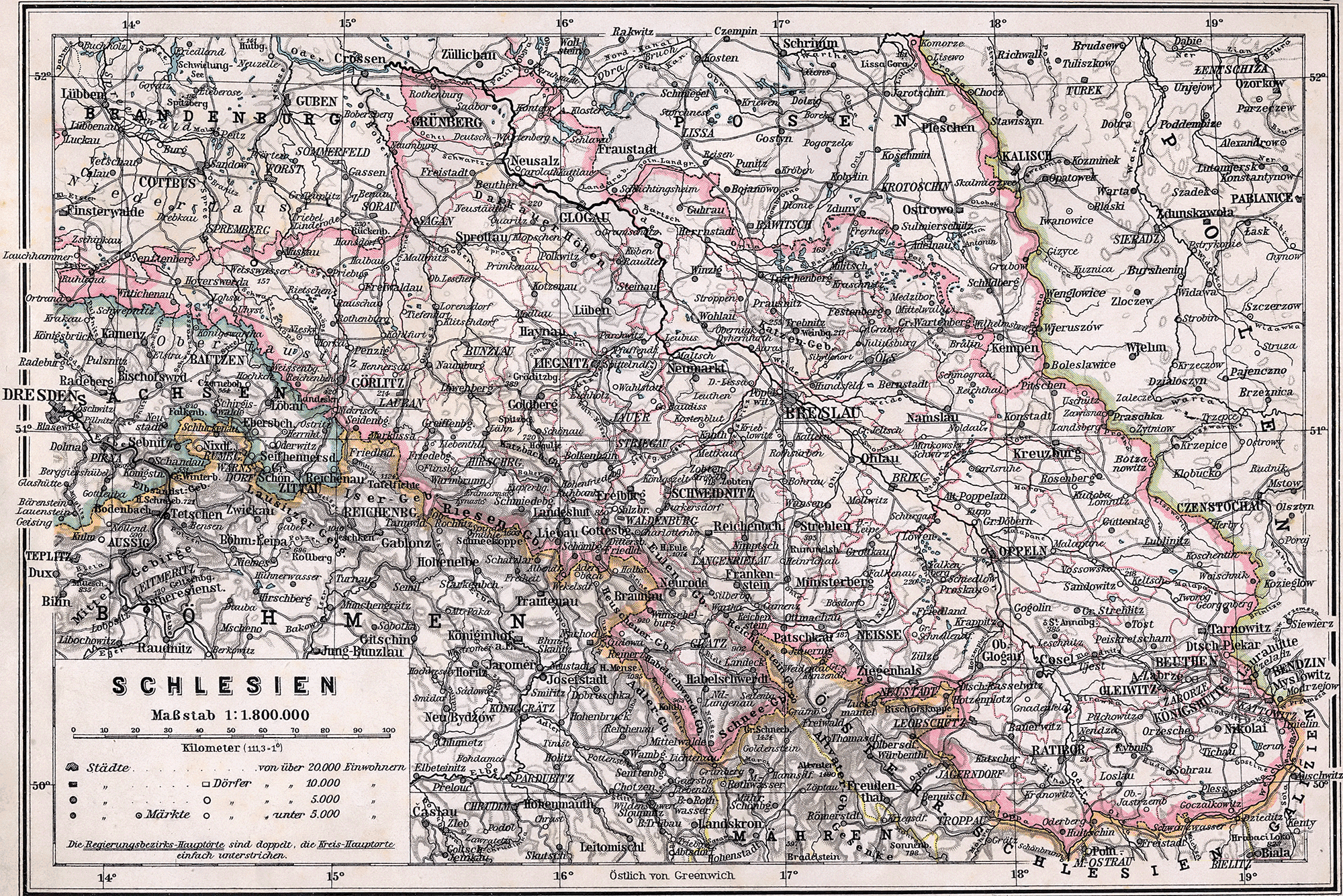
Province prussienne de Silésie (1816-1919), carte de 1905.

Les premières grandes migrations entre les territoires actuels de l’Allemagne et de la Pologne eurent lieu au Moyen Âge dans le cadre de la colonisation germanique de l'Europe orientale. En Poméranie et en Silésie, les colons allemands en vinrent même à constituer la majorité de la population. À partir de la fin du XIVe siècle, un État lituano-polonais prit forme : la république des Deux Nations. Affaiblie à l'intérieur par l'anarchie nobiliaire, conséquence du liberum veto, proie facile pour ses voisins qui attisent ses divisions internes, la république des Deux Nations ne parvient pas à sauver son indépendance malgré les réformes entreprises dans l'esprit des Lumières par la Grande Diète sous la houlette du roi Stanislas II. En 1795, conséquence tout autant de la voracité de ses voisins que d'un siècle d'affaiblissement politique et économique, la Pologne disparaît de la carte de l'Europe. Ses territoires sont partagés entre les pays voisins, la Prusse, l'Autriche et la Russie. Dans les années qui suivirent et jusqu'en 1914, en raison d'une forte expansion démographique et d'une pauvreté exacerbée, quelque 3,5 millions de personnes ne virent d'autre issue que l'émigration, vers les États-Unis, la France, le Canada, et aussi vers le Reich allemand. Par ailleurs, dans les années précédant la Première Guerre mondiale, un grand nombre de mineurs quittèrent les provinces orientales de la Prusse pour chercher un avenir meilleur dans le bassin de la Ruhr et en Rhénanie.
Après la Première Guerre mondiale, l'État polonais est recréé aux termes du traité de Versailles. Toutefois, dès 1939, l'Allemagne et l'Union soviétique envahissent la Pologne et se la partagent suivant les conventions du pacte germano-soviétique. Recréée à nouveau après la Seconde Guerre mondiale, la Pologne voit ses frontières décalées vers l'ouest, ce qui entraîne l'expulsion d'un grand nombre d’Allemands des anciens territoires allemands, ou plus tard leur migration vers l’Allemagne en tant que Aussiedler.

### Migrations après 1945 (réfugiés etAussiedler)
À partir de 1944/45, le Parti ouvrier polonais prit le pouvoir, immergeant le pays dans l'ère socialiste. Jusqu’à la fin des années 1940, le gouvernement s'efforça de « repoloniser » les anciens territoires orientaux de l'Allemagne et lança une campagne de vérification de l'origine polonaise des habitants. Les personnes considérées comme « allemandes » furent expulsées, mais un grand nombre de résidents de souche allemande, désireux de rester et de se mettre à l'abri de discriminations, passèrent entre les mailles du filet en se donnant un nom à consonance polonaise et en fournissant des preuves de leur maîtrise de la langue, faisant ainsi allégeance au nouvel État polonais. Lorsque, plus tard le nombre de candidats à l'émigration explosa, le gouvernement polonais se montra réticent et ne céda progressivement que sous l'impulsion de négociations avec la République fédérale d’Allemagne, qui préconisait une politique de détente entre l'Est et l'Ouest (Ostpolitik de Willy Brandt).
Entre 1950 et 1989, sur les 1,95 million de migrants de souche allemande affluant vers la République fédérale d'Allemagne, plus de 1,2 million venaient de Pologne, dont presque la moitié de Haute-Silésie.

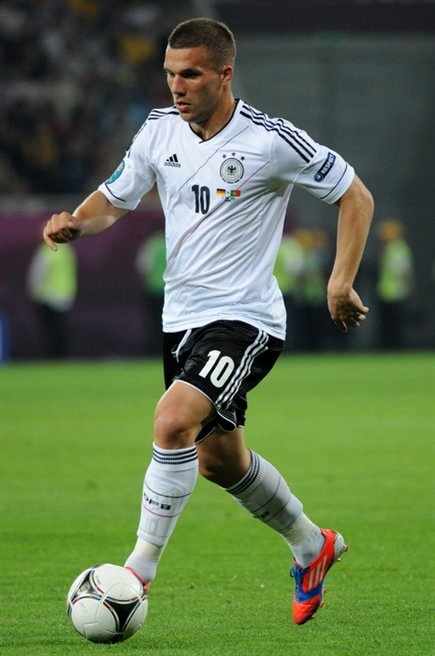
Lukas Podolski, footballer allemand, né en Pologne en 1985.

|                    | 1950-1954 | 1955-1959 | 1960-1964 | 1965-1969 | 1970-1974 | 1975-1979 | 1980-1984 | 1985-1989 | 1990-1994 | 1995-1999 | 2000-2004 | 2005-2009 | 2010-2018 | 1950-2018 |
| ------------------ | --------- | --------- | --------- | --------- | --------- | --------- | --------- | --------- | --------- | --------- | --------- | --------- | --------- | --------- |
| nombre de migrants | 43 557    | 248 626   | 49 832    | 62 786    | 61 075    | 144 551   | 488 252   | 488 252   | 199 623   | 4 455     | 2 382     | 319       | 156       | 1 447 251 |

### Intégration en Allemagne
Au début des années 1970, l'intégration des Allemands de Pologne en République fédérale d'Allemagne semblait ne pas poser de problèmes. Les Aussiedler étaient considérés comme des Allemands qui revenaient dans leur pays pour vivre en tant qu'Allemands parmi les Allemands. Diverses mesures de grande ampleur furent d'ailleurs mises en place pour faciliter leur intégration.
Les Aussiedler qui vinrent s'installer en Allemagne à partir de la fin des années 1970 avaient, eux, vécu, pour certains pendant des décennies, dans un système politique, économique et social différent de celui de l'Allemagne et ils avaient opté pour l’émigration pour des motifs complexes. Ils arrivaient parfois sans aucune connaissance de la langue allemande et leur motif principal était moins souvent de vivre dans un environnement allemand. Ils avaient plutôt décidé d'émigrer pour des raisons économiques ou pour rejoindre des membres de leur famille déjà installés en Allemagne.
Ceux qui affluèrent en grand nombre à la fin des années 1980 appartenaient déjà à la génération suivante. Ils étaient nés en Pologne et ce n'étaient que leurs parents ou grands-parents qui avaient vécu en Allemagne dans leur jeunesse. Il arrivait souvent que des couples quittassent la Pologne alors que seul l'un des partenaires avait des origines allemandes. À partir de ce moment-là, on commença à ne plus considérer les Aussiedler comme des Allemands. C’est ainsi que l'on constata, à partir de la fin des années 1980, une dégradation de leur intégration structurelle, à tel point qu'ils commencèrent à se démarquer de moins en moins des autres migrants. Leur réussite sur le marché du travail dépendait de leur âge, de leur situation familiale et de leur qualification professionnelle. Avec l'afflux des Aussiedler en provenance de l’Union soviétique, puis des pays de la CEI, ils ne firent plus l'objet de mesures et de programmes particuliers. À cela vinrent s'ajouter la réunification de l’Allemagne, avec les mouvements migratoires qu'elle entraîna, et l’arrivée des réfugiés de Yougoslavie, puis du Moyen-Orient. Les Aussiedler de Pologne ne constituent désormais plus qu'une des multiples facettes de la société multiculturelle.

## Les Allemands de Roumanie

### Histoire des migrations allemandes vers la Roumanie
Les premiers mouvements migratoires allemands vers la Roumanie remontent au milieu du XIIe siècle, lorsque le roi Géza II de Hongrie fit appel à des colons pour peupler et mettre en valeur les terres nouvellement conquises de Transylvanie. Du début du XVIIIe siècle au début du XIXe, après le retrait de l'Empire ottoman, de nouveaux colons allemands vinrent s'installer dans le Banat et dans la région de Satu Mare. Ces territoires devinrent roumains à l'issue de la Première Guerre mondiale.
Les « Allemands de Roumanie » constituent donc un groupe très hétéroclite, tant en ce qui concerne la date et le lieu de leur arrivée que leurs traditions culturelles. Les plus nombreux et les plus visibles du point de vue culturel et politique sont les Saxons de Transylvanie, en Roumanie centrale, et les Souabes du Banat, dans l'Ouest de l'actuelle Roumanie. Malgré une émigration massive du temps de la guerre froide et après l'effondrement du Bloc de l'Est, ces deux groupes se sont rapprochés et constituent aujourd'hui encore une communauté attachée à sa culture et à sa langue et politiquement active. Les autres communautés germanophones, telles que les Allemands de Bucovine, les Allemands de Dobrogée et les Souabes de Satu Mare, ont quitté le pays dès la Seconde Guerre mondiale devant la poussée des troupes soviétiques ou dans le cadre de la cession des territoires à l'Union soviétique. Nombre d'entre eux furent évacués par le Troisième Reich et répartis dans les territoires qu'il avait annexés en Pologne. Ils se trouvèrent en première ligne lors des offensives soviétiques de 1944. Beaucoup périrent sur place ou en fuyant vers l'ouest.

#### Les Saxons de Transylvanie
Au milieu du XIIe siècle, des membres de la petite noblesse et des paysans allemands répondirent à l'appel du roi de Hongrie Géza II et s'installèrent en Transylvanie. Ils venaient essentiellement de la Rhénanie et des pays de Moselle, mais aussi du Luxembourg et de la Belgique actuels. Les populations locales les appelèrent « Saxons » et ils conservèrent ce qualificatif. Il leur appartenait de mettre en valeur de nouvelles terres et de protéger la région des attaques des Ottomans. En contrepartie, ils se voyaient accorder de vastes privilèges tels que liberté de religion et autonomie administrative. Depuis la Réforme, la plupart optèrent pour l'évangélisme luthérien. 
En 1930, les Saxons étaient au nombre de 230 000 en Transylvanie. Ils n'étaient plus que 170 000 en 1977 et environ 100 000 en 1989. Le recensement de 2002 n'en comptait plus que 18 000. Avec l'élection en novembre 2014 à la présidence de l'État roumain de Klaus Iohannis (en allemand : Johannis), jusqu'alors maire de Sibiu, et sa réélection en 2019, la minorité des Saxons de Transylvanie, désormais réduite à une peau de chagrin, a mobilisé l'attention du public roumain et allemand.

#### Les Souabes du Banat

Régions d'implantation des minorités germanophones en Transylvanie jusqu'en 1945.

Le Banat, région historique arrosée par le Danube, dans l'Ouest de la Roumanie actuelle, avait été reconquis des Ottomans par les Habsbourg en 1718. Ceux-ci entreprirent de coloniser et de mettre en valeur cette zone frontalière à haute importance stratégique. Dès 1718, des artisans et des ingénieurs vinrent à Timisoara, la ville la plus importante du Banat, pour y ériger des fortifications et des manufactures. Les colons arrivèrent en trois phases : sous l'empereur Charles VI (1722-26), sous l'impératrice Marie-Thérèse (1763-73) et sous l'empereur Joseph II (1780-90). Ils provenaient de l'Allemagne de l'Ouest et du Sud-Ouest (Rhénanie, Palatinat, Trèves, Hesse, Lorraine, Franconie, Bavière, Wurtemberg) et fondèrent des colonies catholiques, ou parfois mixtes, dans un environnement à prédominance orthodoxe. Leurs voisins roumains, hongrois et serbes les appelèrent « Souabes », désignation ne correspondant que rarement à leurs origines, mais qu'ils conservèrent jusqu’à nos jours. Les mineurs en provenance d'Autriche et de Bohême qui vinrent s'installer dans les montagnes du Sud du Banat de 1720 jusqu'au milieu du XIXe siècle constituent un groupe à part.
En 1930, les Allemands représentaient, avec 237 000 habitants, plus de 22 % de la population du Banat, constituant, après les Roumains, le deuxième groupe ethnique de la région. Le recensement de 2002 fait état pour le Banat roumain de seulement quelque 25 000 habitants de souche allemande.

### Les Allemands de Roumanie et les deux guerres mondiales

#### Les suites de la Première Guerre mondiale
Après la Première Guerre mondiale, les frontières de l'Europe du Sud-Est furent fondamentalement remaniées. Avec l'effondrement de l'Autriche-Hongrie, la Bucovine, la Transylvanie actuelle et l'Est du Banat passèrent à la Roumanie alors que la Bulgarie lui cédait la Dobroudja. Par ailleurs, les troupes roumaines occupèrent la Bessarabie, jusqu'alors aux mains de la Russie. En 1930, ces territoires rassemblaient 9,25 millions d'habitants, dont 760 000 de souche allemande.

#### Les Allemands de Roumanie pendant la Deuxième Guerre mondiale
Lors du Deuxième arbitrage de Vienne, en 1940, la Roumanie dut à nouveau céder plusieurs territoires au profit de la Hongrie, de la Bulgarie et de l'Union soviétique. Une partie des Allemands de Roumanie passa ainsi sous la tutelle de la Hongrie. 
Les Allemands de la Dobroudja, de la Bessarabie et de la Bucovine furent transférés dans le Reich allemand. Il restait alors 550 000 Allemands en Roumanie. Sous pression du Reich, le gouvernement roumain décréta pour ceux-ci un statut de minorité. Une section du NSDAP, fondée en novembre 1940, fut déclarée « porteur de la volonté nationale » des Allemands de Roumanie. 
Presque 64 000 Allemands de Roumanie entrèrent, pour la plupart volontairement, dans la Waffen-SS, dont 50 000 après 1943. Ils servirent entre autres dans la 7e division SS Prinz Eugen, ou, pour au moins 2 000 d'entre eux, comme personnel de surveillance dans les camps de concentration .
Après le changement de camp de la Roumanie et la déclaration de guerre à l'Allemagne le 23 août 1944, de nombreux Allemands quittèrent le Nord de la Transylvanie et le Banat pour fuir vers l'Ouest, avant tout vers l'Autriche et l’Allemagne.

### Les Allemands de Roumanie après 1945
Lors du premier recensement après la Seconde Guerre mondiale en janvier 1948, la Roumanie comptait environ 345 000 habitants de souche allemande. Ce groupe ethnique fut pendant de nombreuses années considéré comme collaborateur d'Hitler et de ce fait privé de ses droits et exposé aux décisions arbitraires des autorités. En effet, de janvier 1945 à décembre 1949, 70 000 à 80 000 Allemands de Roumanie furent déportés en Union soviétique, où, à titre de réparation pour les exactions perpétrées par l'Allemagne au cours de la Seconde Guerre mondiale, ils furent soumis aux travaux forcés dans les mines et dans l'industrie lourde de l'Ukraine et du Caucase. Par ailleurs, 40 000 personnes de différentes ethnies, dont environ un quart de Souabes du Banat, furent déportés en juin 1951 dans les camps de travail forcé de la steppe de Bărăgan, à mi-distance entre Bucarest et la mer Noire.

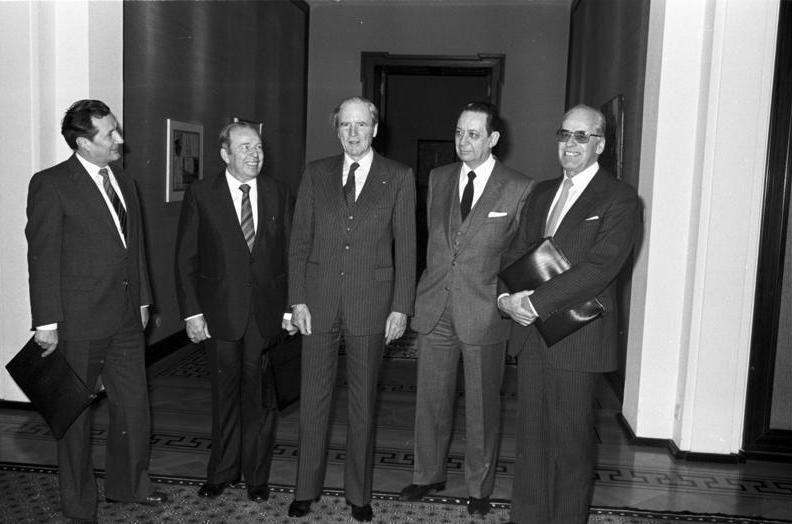
Le Président fédéral Karl Carstens reçoit des représentants des Saxons de Transylvanie et des Souabes du Banat le 11 février 1981 à Bonn.

75 % des Allemands de Roumanie vivaient dans des zones rurales ; 95 % d’entre eux se virent dépossédés, par la Réforme agraire du 23 mars 1945, de leurs terres, de leurs maisons, de leur bétail et de leurs machines agricoles. En outre, les grands propriétaires terriens furent frappés d'expropriation à partir de 50 ha de terres. À partir de 1949, la collectivisation de l'agriculture en Roumanie, déployée par étapes jusqu'en 1962, concerna tous les paysans du pays. Parallèlement, l'industrie, le commerce, les banques et les transports furent nationalisés à partir du 11 juin 1948. Ce n'est qu'en décembre 1955 que les déportés du Bărăgan purent rentrer chez eux, récupérant la plupart du temps leurs maisons et leurs jardins, mais pas leurs champs.
Du temps de la République populaire roumaine (1947–1965), le Comité antifasciste allemand pour la Roumanie avait pour vocation, de 1949 à 1953, de représenter les intérêts de la minorité allemande. Ce rôle fut assumé, dans la république socialiste de Roumanie (1965–1989), par le Conseil des travailleurs de nationalité allemande, qui exista de 1969 à 1989. Malgré un relâchement temporaire des répressions dans les années 1960 et 1970, la grande majorité des Allemands de Roumanie espérait pouvoir quitter le pays pour toujours, ce qui ne réussit qu'à très peu d'entre eux pendant cette période. À la fin des années 1960, le gouvernement la République fédérale d'Allemagne négocia avec le gouvernement roumain un véritable rachat d'Allemands de Roumanie désireux de quitter le pays moyennant un prix fixé par tête, ce qui permit, entre 1967 et 1989, à 226 654 Allemands de Roumanie de venir s'installer en République fédérale d'Allemagne. Une somme dépassant le milliard de Deutsche Mark fut consacrée à ce rapatriement.

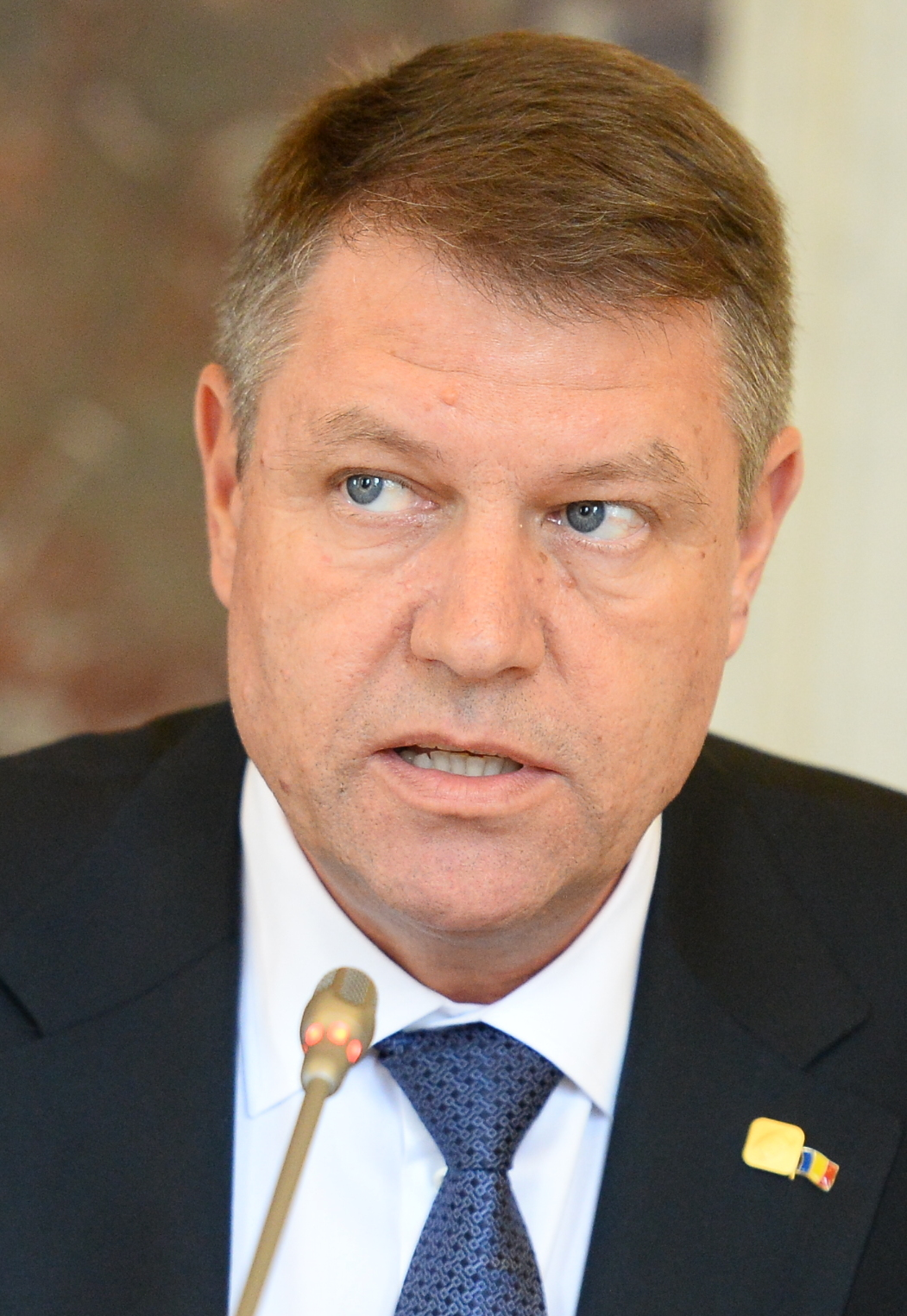
Klaus Iohannis, président de la Roumanie de 2014 à 2025, est issu de la minorité des Saxons de Transylvanie.

### Après la Révolution roumaine de 1989
Dans les six mois suivant la Révolution roumaine de 1989, 111 150 personnes de souche allemande quittèrent précipitamment le pays, comme pris de panique. Ceux qui restaient demeuraient méfiants envers le système juridique roumain, bien que la nouvelle constitution, adoptée le 21 novembre 1991, garantissait l'égalité de tous les citoyens et octroyait aux minorités nationales le droit de conserver, de développer et d'exprimer leur identité ethnique, culturelle, linguistique et religieuse (art. 6).
À partir du milieu des années 1990, le gouvernement fédéral allemand se vit contraint d'adopter des mesures législatives pour réduire l'affluence des Allemands de Roumanie désirant venir s'installer en Allemagne. L'objectif primordial de cette politique était de stabiliser la minorité allemande en Roumanie en assouplissant les relations diplomatiques entre les deux pays et en mettant en place un réseau d'aides matérielles les plus variées. Le traité de coopération amicale signé le 21 avril 1992 entre la République fédérale d’Allemagne et la Roumanie améliorait les conditions juridiques, politiques et économiques pour l'avenir de la minorité allemande en Roumanie Les aides apportées par le gouvernement allemand à la minorité allemande en Roumanie s'élevèrent pour les cinq années qui suivirent à pas moins de 122 millions de DM.
Le Forum démocratique des Allemands de Roumanie est un parti politique roumain représentant de nos jours la minorité allemande de Roumanie.
Klaus Iohannis, président de la Roumanie de 2014 à 2025, est un Allemand de Roumanie.

### Intégration en Allemagne

#### Répartition géographique
Les migrants allemands de Roumanie sont en grande majorité allés s'installer dans le sud et l'ouest de l’Allemagne, essentiellement dans les länder de Bavière et de Bade-Wurtemberg, mais aussi en Rhénanie-Palatinat, en Rhénanie-du-Nord-Westphalie, dans le sud de la Hesse et dans la Sarre. Ce choix correspond à leurs origines lointaines, à leur appartenance (majoritaire) à la religion catholique et à leurs affinités dialectales, mais a également été motivé par des parrainages contractés après la guerre par le Bade-Wurtemberg et la Sarre pour les Allemands du Banat et par la Rhénanie-du-Nord-Westphalie pour les Saxons de Transylvanie, qui se sont concrétisés par d'importantes aides financières et matérielles. Un autre facteur indéniable a aussi résidé dans l'attrait exercé par la puissance économique, industrielle et démographique de la Bavière et du Bade-Wurtemberg. La présence d'importants camps de migrants dans le sud de la Hesse (Darmstadt) et à Nuremberg explique aussi cette répartition. Enfin, les migrants tardifs, venus rejoindre leurs familles, se sont bien entendu installés dans les mêmes régions que celles-ci.

#### Une intégration dans l'ensemble réussie
Dans la perception de la population allemande, l'intégration des Allemands de Roumanie dans la société et le monde du travail est considérée comme une réussite. On pourra attribuer cela à leur tradition séculaire de migrants, qui leur a conféré des qualités telles que l'esprit pionnier, la persévérance, une ambition bien marquée et la volonté d'intégration. Cette intégration a surtout été facilitée par le fait que les Allemands de Roumanie ont tout au cours de l'histoire presque toujours bénéficié d’un enseignement en langue allemande, de sorte qu’à leur arrivée en Allemagne, ils ne connaissaient pas, comme d’autres Aussiedler, notamment ceux en provenance de Russie, l'obstacle de la langue. Néanmoins, le succès de leur intégration est le résultat d'un processus d'acculturation s'étendant sur plusieurs décennies. Ils ont au début eux aussi connu la désorientation, le « mal du pays », la peur d'échouer, d'être traités de sales Roumains. Fiers d'avoir retrouvé leur patrie, ils avaient néanmoins le sentiment de n'y être qu'un corps étranger. Certains se distancèrent des associations ayant pour vocation de les encadrer et de préserver leur culture et cherchèrent plutôt à se fondre dans la société allemande, alors que d'autres restaient attachés à leur « microcosme » et cultivaient une identité à la limite de la fiction. Beaucoup regrettent d'avoir contribué par leur exode à l'extinction de leur culture, de leur identité, mais malgré la diversité des ressentis et des vécus, l'immense majorité se considère comme parfaitement intégrée.